# Monstera kessleri
Monstera kessleri Croat – gatunek wieloletnich, wiecznie zielonych pnączy z rodziny obrazkowatych, pochodzący z Boliwii, zasiedlający lasy deszczowe strefy równikowej.